# دير اللاتين (مادبا)
كنيسة ومزار قطع رأس يوحنا المعمدان أو دير اللاتين في مادبا هي كنيسة لاتينية كاثوليكية تقع وسط مدينة مادبا في الأردن. تُعد أحد أهم وأقدم كنائس المدينة، حيث تم تأسيسها عام 1883.
أقيمت في البدء ككنيسة صغيرة وبسيطة على قمة تل مادبا من الحجارة والطين، وسقفت بالخشب والقصيب والتراب لتصبح بعد ذلك الكنيسة الحالية لرعاية اللاتين في مادبا. وهي أقدم كنيسة تُقام فيها الشعائر الدينية في مادبا منذ تأسيسها حتى اليوم دون انقطاع.
تحتوي على العديد من الرسومات والتصاوير الجصية والمنحوتات المميزة التي تمثل حياة يوحنا المعمدان (يحيى). كما تحوي على أكروبول يتكون من أقبية قديمة وبئر مؤابي وعدة آثار قديمة تقع تحت الكنيسة، والتي كانت تُستخدم قديماً كمعبد ومدرسة وبيت للكاهن. كما تتبع الكنيسة مدرسة اللاتين. ويحوي مركز الزوار التابع للدير على نسخة طبق الأصل لأرضية فسيفسائية بيزنطية تم العثور عليها في أم الرصاص بالقرب من مادبا. 

## جاليري

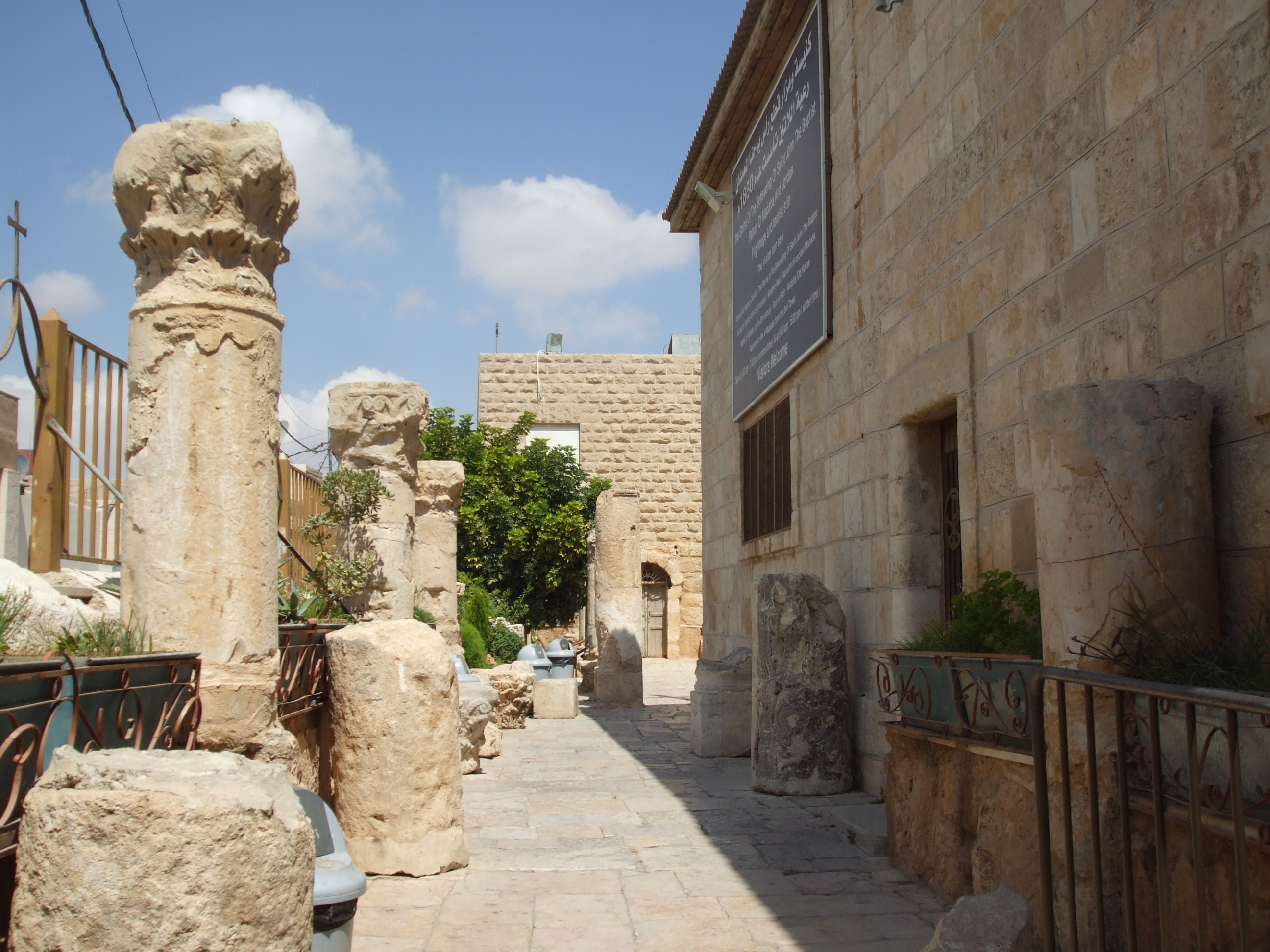
مدخل الكنيسة
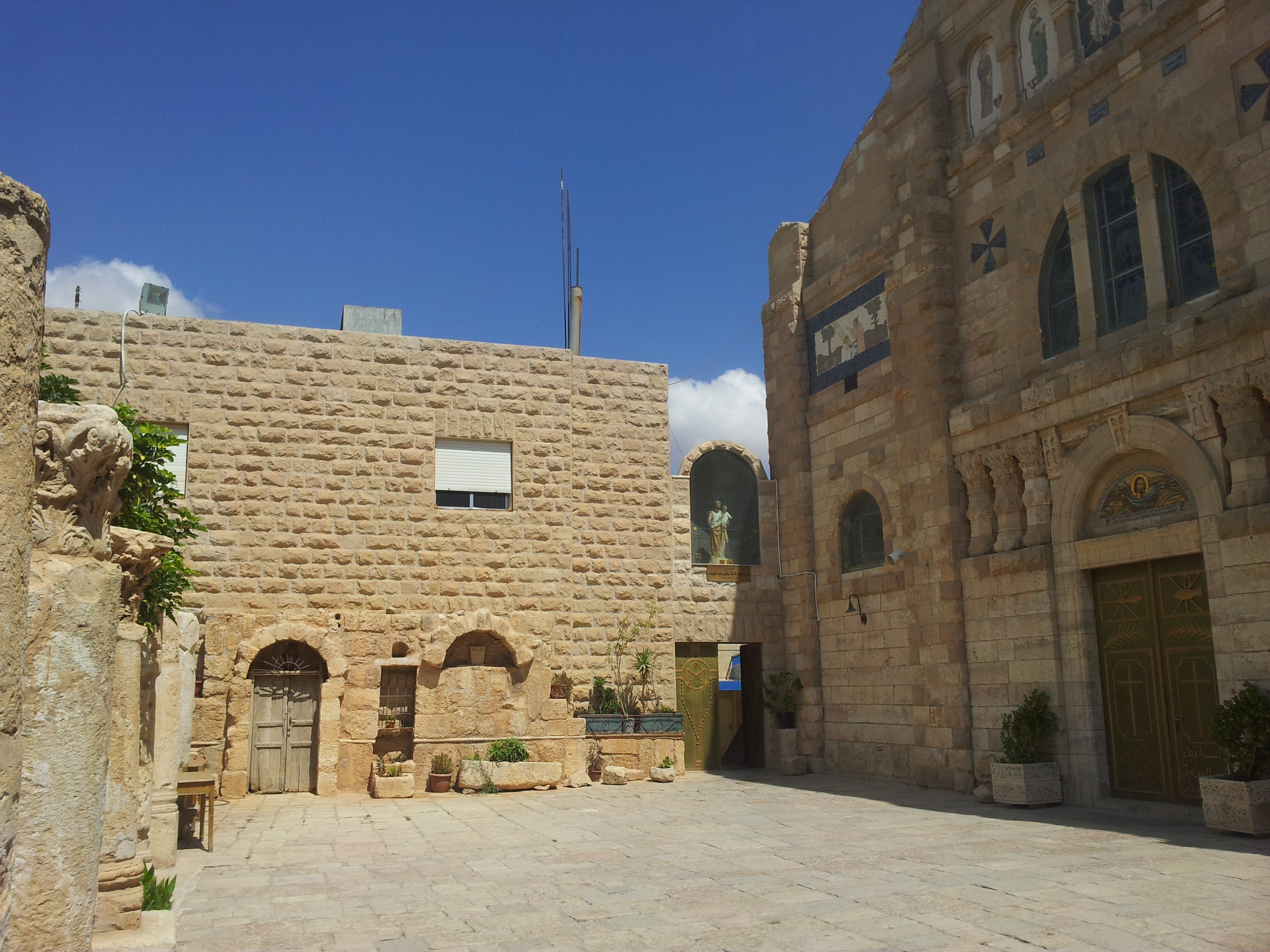
ساحة الكنيسة ومدخل المدرسة
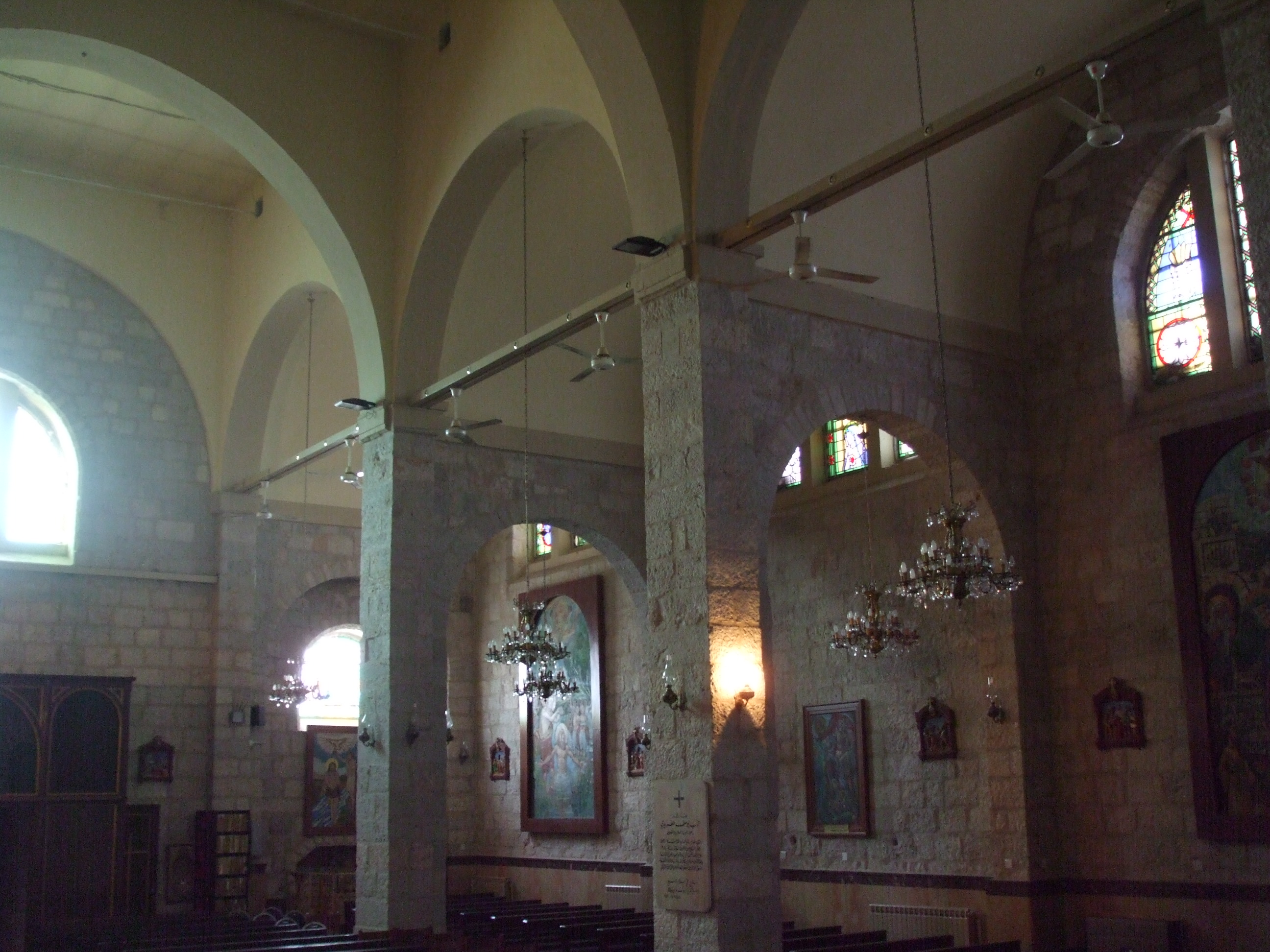
البازيلكا من الداخل
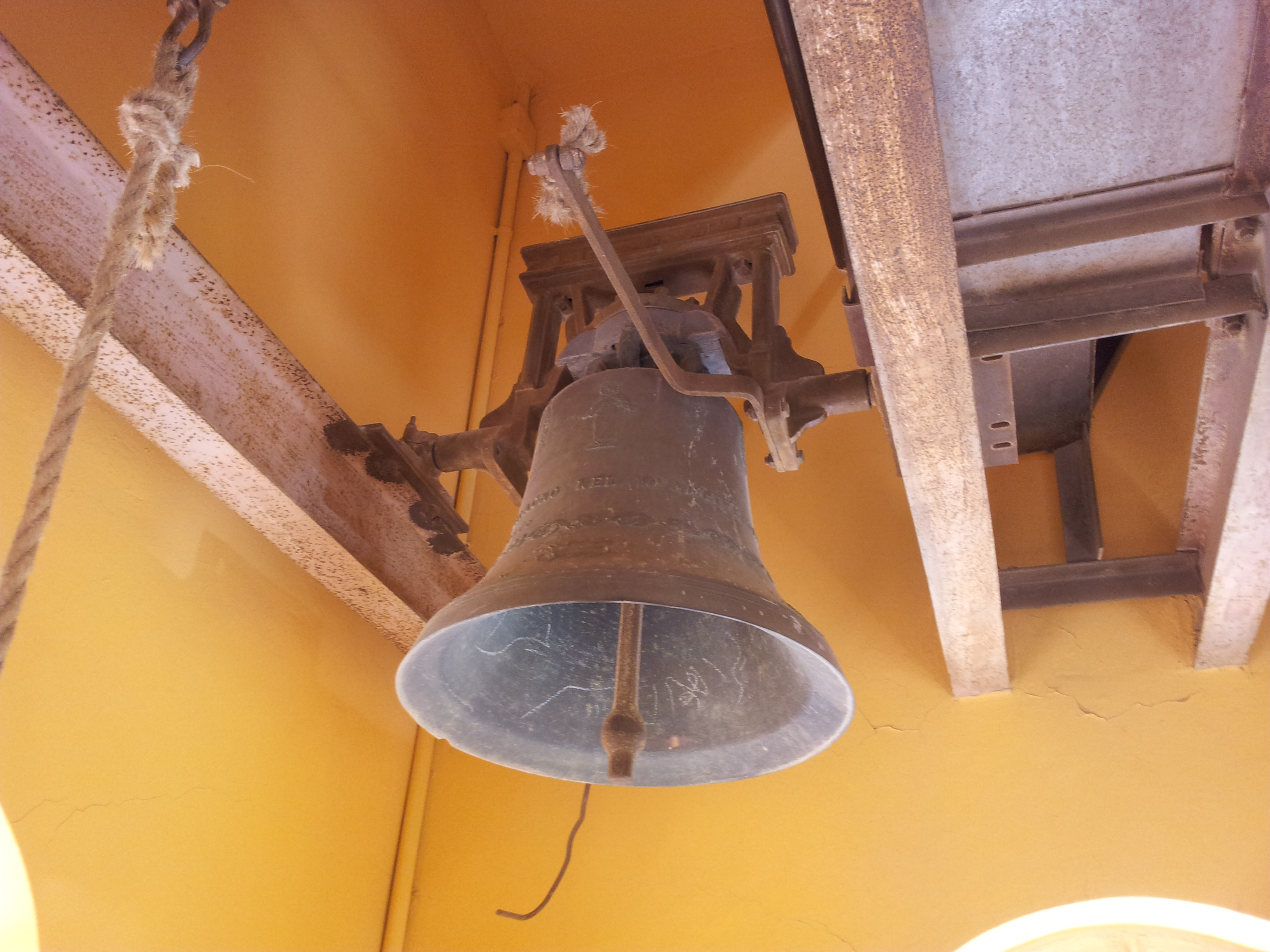
أحد أجراس برج الكنيسة